# Кумахов, Мурадин Абубекирович
Муради́н Абубеки́рович Кума́хов (кабард.-черк. Къумахуэ Абубэчыр и къуэ Мурэдин; 26 ноября 1941 — 25 июня 2014) — советский и российский учёный, доктор физико-математических наук, профессор. Изобретатель Линзы Кумахова.

## Биография
Родился в селе 2-й Лескен (Кабардино-Балкария), кабардинец.
В 1964 году окончил физический факультет МГУ им. М. В. Ломоносова.
В конце 1970-х Мурадин Кумахов был сотрудником НИИ ядерной физики МГУ.
В конце 1980-х работал руководителем лаборатории в Институте атомной энергии им. И. В. Курчатова.
Член Научного совета РАН по аналитической химии (2008), член Германского физического общества (1992). Член НСАХ. Директор и основатель Института рентгеновской оптики.

## Научная деятельность
Основным изобретением является линза, предназначенная для фокусировки рентгеновского излучения, известная как Линза Кумахова.
Разработал кинетическую теорию каналирования заряженных частиц в кристаллах и теоретически предсказал пиковый эффект потока частиц в кристаллической решетке. Эффект использован для определения местоположения примесных атомов в кристаллах. Предсказал эффект спонтанного излучения релятивистских электронов и позитронов при их каналировании в кристаллах и впоследствии разработал классическую и квантовую теорию этого излучения.
Автор 10 монографий, изданных в разных странах, более 250 статей, 95 российских и международных патентов.
Область научных интересов: физика рентгеновского и нейтронного излучения, рентгеновское приборостроение.

## Награды
Лауреат Премии Международной организации инженеров-оптиков (2002).